# Лавировка
Лавировка – зигзагообразно изменение на курса с цел поддържане на курс срещу вятъра или по вятъра. Повечето платноходни съдове не могат да следват курс под ъгъл по-малък от 45° към вятъра. За да достигнат целта, лежаща в този сектор, следва да се изпъляват серия зигзагообразни маневри по отношение направлението на вятъра – повороти оверщаг или фордевинд. Като правило, се използват повороти оверщаг, позволяващи да се смени галса без загуба на височина. Поворотите фордевинд при лавировка се използват само в случай ако оверщага е невъзможен или затруднен (например на дъска за (уиндсърфинг) с малък обем)